# Gerald Riggs
Gerald Antonio Riggs (* 6. November 1960 in Tullos, Louisiana) ist ein ehemaliger US-amerikanischer American-Football-Spieler auf der Position des Runningbacks. Zwischen 1982 und 1991 spielte er für die Atlanta Falcons und die Washington Redskins in der National Football League (NFL).

## Frühe Jahre
Riggs ging auf die High School in Las Vegas, Nevada. Später ging er auf die Arizona State University. Hier schaffte er es für College-Football-Mannschaft zwischen 1978 und 1981 2.086 Yards zu erlaufen (17 Touchdowns) und 50 Pässe für 550 Yards entgegenzunehmen. 

## NFL

### Atlanta Falcons
Riggs wurde im NFL-Draft 1982 in der ersten Runde als neunter Spieler von den Atlanta Falcons ausgewählt. In der Saison 1985 brachte er es auf 1.719 erlaufene Yards, was seine persönliche Bestmarke darstellt. Von 1985 bis 1987 wurde er dreimal hintereinander in den Pro Bowl gewählt. In seinen sieben Jahren für die Atlanta Falcons erlief er 6.631 Yards, was noch bis heute den Franchise-Rekord darstellt. Insgesamt erzielte er für die Falcons 48 Touchdowns.

### Washington Redskins
Ab der Saison 1989 spielte er noch für drei Jahre bei den Washington Redskins. In diesen drei Jahren erzielte er noch 21 Touchdowns, davon 11 in seiner letzten Saison. Insgesamt erlief er für die Redskins 1.557 Yards. In seiner letzten Saison erreichte er mit den Redskins außerdem den Einzug in den Super Bowl XXVI, welcher auch mit 37:24 gegen die Buffalo Bills gewonnen wurde. In diesem Spiel erzielte Riggs zwei Touchdowns und trug so maßgeblich zum Titelgewinn bei.

## Persönliches
Sein Sohn Cody Riggs ist auch professioneller American-Football-Spieler. Er spielt derzeit für die Orlando Apollos in der Alliance of American Football (AAF) als Cornerback. Gerald Riggs Jr., sein ältester Sohn, ist ebenfalls ein ehemaliger Football-Runningback, welcher bei den Miami Dolphins und den Chicago Bears unter Vertrag stand, sich jedoch in der NFL nicht durchsetzen konnte und zu keinem Einsatz kam. Später wechselte er in die Canadian Football League zu den Toronto Argonauts.